# Horsfieldia rufolanata
Horsfieldia rufolanata là một loài thực vật có hoa trong họ Myristicaceae. Loài này được Airy Shaw mô tả khoa học đầu tiên năm 1940.